# Hospital Los Morales
El Hospital Los Morales es un centro hospitalario que se encuentra ubicado al norte de la ciudad española de Córdoba. Inaugurado originalmente como un centro antituberculoso, en la actualidad forma parte del Hospital Universitario Reina Sofía. Está gestionado por el Servicio Andaluz de Salud (SAS).

## Características
El edificio fue concebido en sus orígenes como un hospital antituberculoso, función que se veía favorecida por su privilegiada ubicación en las faldas de la sierra cordobesa. La planta  está levantada de forma que sus habitaciones se orienten hacia el soleado mediodía y el bosque de pinos que rodea el recinto. El complejo presenta un estilo que combina un cierto aire racionalista con un historicismo moderado. Las instalaciones fueron inauguradas en 1955, dependiendo del Patronato Nacional Antituberculoso. En 1987, con motivo del traspaso de las competencias de sanidad a las comunidades autónomas, el centro quedó vinculado al Servicio Andaluz de Salud. En la actualidad presta servicios de rehabilitación, fisioterapia y atención de salud mental.